# Paul-Eerik Rummo
Paul-Eerik Rummo (nacido el 19 de enero de 1942) es un poeta estonio, traductor y político que fue ministro de educación y cultura así como de asuntos de población.

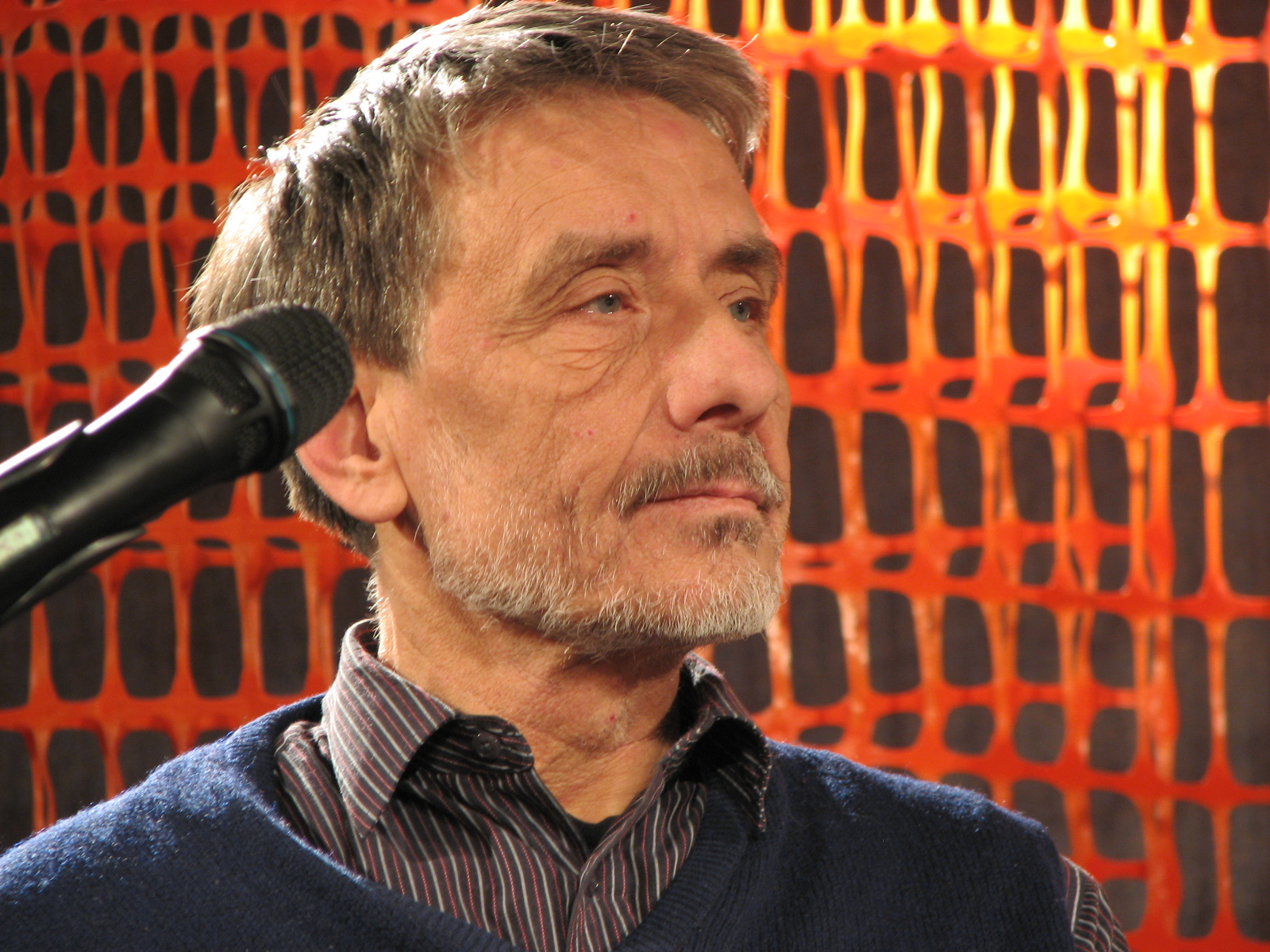
Rummo en 2011

Rummo es hijo del también escritor Paul Rummo. Paul-Eerik estudio literatura en la Universdiad de Tartu, donde se graduó en 1965. Rummo ha trabajado en teatros estonios.
Rummo fue uno de los firmantes de la Carta de los 40 Intelectuales que apareció en octubre de 1980, una carta pública en la que cuarenta intelectuales estonios conocidos defendían el idioma estonio y protestaban por la política de rusificación que perseguía el Kremlin en Estonia.  Los firmantes también expresaron su preocupación por la manera en que el gobierno 
reprimió las protestas de jóvenes en Tallin que se habían producido poco antes tras la prohibición de aparecer de un grupo musical de rock punk llamado Propeller.